# Diadegma undulator
Diadegma undulator là một loài tò vò trong họ Ichneumonidae.